# Найманий робітник

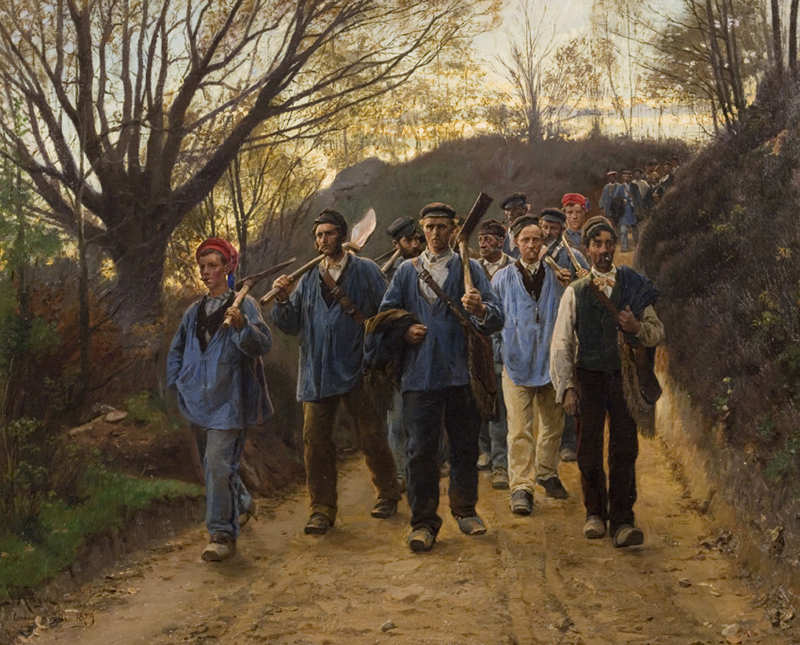
Педер Северін Крейєр, «Французькі наймити», 1879 рік

На́йманий робітник — це фізична особа, яка виконує роботу за наймом, уклала письмовий трудовий договір, контракт чи усну угоду з керівником підприємства будь-якої форми власності із визначенням умов трудової діяльності особи, за якою вона одержує обговорену при найманні оплату готівкою або в натуральному вигляді.

## Наймит
Наймити або батраки́ — суспільна верства, яка, не маючи інших засобів до нормального існування, крім власної праці, працює на власника, що володіє основними засобами виробництва.